# Gheorghe Spulbatu
Gheorghe Spulbatu (n. 4 ianuarie 1917, Broșteni, Mehedinți, România – d. 1953) a fost un pilot român de aviație, care a luptat în cel de-al Doilea Război Mondial. A făcut parte din rezistența anticomunistă și, după ce a fost încarcerat, a evadat din închisoarea Aiud în 1952, împreună cu aviatorul Tudor Greceanu și cu ziaristul Valeriu Șirianu. A fost capturat și executat în anul 1953. Evadarea sa din închisoarea Aiud a fost una dintre puținele evadări reușite de un deținut politic în timpul regimului comunist.

## Biografie
S-a născut la 4 ianuarie 1917 în satul Broșteni din județul Mehedinți, în familia țăranilor Gheorghe și Paulina Spulbatu. Părinții săi aveau patru copii și o avere de 3 ha de pământ, fiind considerați țărani săraci.
A absolvit Școala Militară de Ofițeri de Artilerie și a fost încorporat în anul 1939 în Regimentul 5 Artilerie Antiaeriană. A obținut un brevet de personal navigant și a fost trecut din artilerie în aeronautică și confirmat în categoria „Ofițeri combatanți naviganți” pe data de 22 iunie 1941.
Sublocotenentul aviator Gheorghe Spulbatu a fost decorat cu Ordinul Virtutea Aeronautică de război cu spade, clasa Crucea de Aur (4 noiembrie 1941), împreună cu adjutantul stagiar av. Alexandru Moldoveanu - pentru că „au bombardat cu mult succes obiectivele la inamic, cu toată reacțiunea puternică a A. c. A. inamic care se găsea pe zonă. Au executat recunoașteri și jalonări luând parte la atacul dela Odesa, unde au executat bombardamente de mare eficacitate. Primul [Spulbatu - n.n.] are 19, iar al doilea [Moldoveanu - n.n.] 20 misiuni pe front” - și clasa Crucea de Aur cu o baretă pentru că „a bombardat cu succes coloanele inamice ce se retrăgeau din Grigoriopol spre Sud. De asemenea, adunări de trupe în satul Tașlâc. La Manheim și Vasiliewka prin bombardamentele executate în picaj și cu focul mitralierelor a reușit să împrăștie coloanele inamice adunate pe șosea. A descoperit 25 baterii inamice, executând reglaj asupra a 14 din ele, reușind a le distruge. A executat 50 misiuni pe front”. A obținut în ianuarie 1942 Ordinul „Coroana României” cu spade, în gradul de Cavaler cu panglică de „Virtutea Militară” „pentru sângele rece de care a dat dovadă, reglând tragerea artileriei grele sub focul inamic”.
A fost înaintat la gradul de locotenent aviator la 20 martie 1943 și la gradul de căpitan aviator pe 23 ianuarie 1946, cu vechimea de la 16 iunie 1945. Vechimea i-a fost rectificată astfel: în gradul de locotenent aviator - din 20 martie 1943 în 24 ianuarie 1942 și în gradul de căpitan aviator - din 16 iunie 1945 în 1 aprilie 1945.
După încheierea războiului și instaurarea regimului comunist a locuit la Turda și a făcut parte din organizația subversivă Ionescu Diamandi. A fost arestat la 27 ianuarie 1951 de Parchetul Militar Cluj și condamnat, prin hotărârea nr. 1015 din 18 februarie 1951 a Tribunalului Militar Cluj, pentru „crimă de uneltire” (prevăzută de art. 209 din Codul Penal) la o pedeapsă de 20 de ani muncă silnică. La 18 februarie 1951 a fost transferat pentru executarea pedepsei la Penitenciarul Aiud.
A evadat din Penitenciarul Aiud la 21 decembrie 1952, împreună cu Teodor Greceanu și Valeriu Șirianu, ucigând doi deținuți (basarabeanul Ivasciuc și fostul comandor de marină Marcel Tăutu), distrugând instalația electrică și sărind gardul închisorii. A fost capturat și apoi predat organelor Securității Cluj la 24 decembrie 1952.

## Decorații
- Ordinul „Virtutea Aeronautică” de Război cu spade, clasa Crucea de Aur (4 noiembrie 1941)[4]
- Ordinul „Coroana României” cu spade, în gradul de Cavaler cu panglică de „Virtutea Militară” (5 ianuarie 1942)[6]
- Ordinul „Virtutea Aeronautică” de Război cu spade, clasa Crucea de Aur cu 1 baretă (1 iulie 1942)[5]